# Jan Czerski
Jan Czerski [čersky] též česky psáno jako Ivan Děmenťjevič Čerskij (15. květen 1845, Svolna – 25. červen 1892, ústí řeky Omolon) byl ruský geolog, geograf a objevitel Sibiře, kam byl vyhnán po polském lednovém povstání z roku 1863. Narodil se na severu dnešního Běloruska (tehdy Ruská říše), v šlechtické rodině. Je autorem první mapy jezera Bajkal. Déle než sto let se již vedou spory o jeho národnost, mohl být polského, běloruského nebo litevského původu.

## Život
Lednového povstání 1863 se zúčastnil jako osmnáctiletý student Šlechtického institutu (Instytut Szlachecki) ve Vilniusu. Byl zatčen a zbaven šlechtického titulu i rodového majetku. Poté byl v hodnosti vojína zařazen do Omského pluku Ruské armády a odeslán na Sibiř, do Blagověščensku. Zde potkal řadu dalších polských vyhnanců a také Rusa Grigorije Potanina, který ho přiměl, aby se začal věnovat samostudiu geologie a zoologie.
Roku 1869 byl z armády propuštěn, ale povolení vrátit se domů nedostal, stal se politickým vyhnancem. Byla zamítnuta i jeho žádost o přijetí na univerzitu a o členství v Ruské geografické společnosti. Začal se tedy živit jako učitel v Omsku. Roku 1871 mohl odjet do Irkutsku, kde potkal polského geologa Aleksandera Czekanowského, který se stal jeho učitelem, a s jehož pomocí byl nakonec do Ruské geografické společnosti přijat. Díky tomu se v letech 1877–1881 mohl účastnit čtyř velkých expedic. V letech 1873–1875 do pohoří Východní Sajany a Kuzněckého Alatau, v letech 1877–1881 zkoumal geologické složení břehů Bajkalu a přilehlých oblastí, povodí Selengy a Dolní Tunguzky. Vydal první mapu pobřeží Bajkalu, za niž dostal Zlatou medaili Ruské geografické společnosti (celkem za svůj život dostal tři). Popsal též geomorfologické složení Sibiře od Bajkalu po Ural.
Pro své vědecké úspěchy byl roku 1883 politicky rehabilitován a získal zpět šlechtický titul. Roku 1886 onemocněl tuberkulózou, která ho sužovala až do konce života. Přestože v důsledku turberkulózního onemocnění dokonce částečně ochrnul, na jaře 1891 se vydal s expedicí Ruské akademie věd na další výpravu na Sibiř. Jeli spolu s manželkou Mavrou, zooložkou, a dvanáctiletým synem Alexandrem. Z Petrohradu se dostali do Jakutska, poté procestovali jižní část Verchojanského pohoří a prošli jím do Ojmjakonu. Prozkoumali Ojmjakonské pohoří a dostali se k Indigirce. Pokračovali k pohoří Taz Kystabyt (dnes Czerského hřbet) a k řece Sungari. Na řece Nera Czerski stanovil rozvodí Indigirky a Kolymy. V září 1891 výprava dorazila k Věrchněkolymsku. Během následující zimy se však Czerského zdravotní stav zhoršil. Nedbal toho, pustil se po proudu Kolymy a u ústí řeky Omolon zemřel.
Byla po něm pojmenována řada hor a zvířecích druhů. Jeho jméno dnes nese například i organizace běloruské menšiny v Rusku.